# Maria de Lourdes Pintasilgo

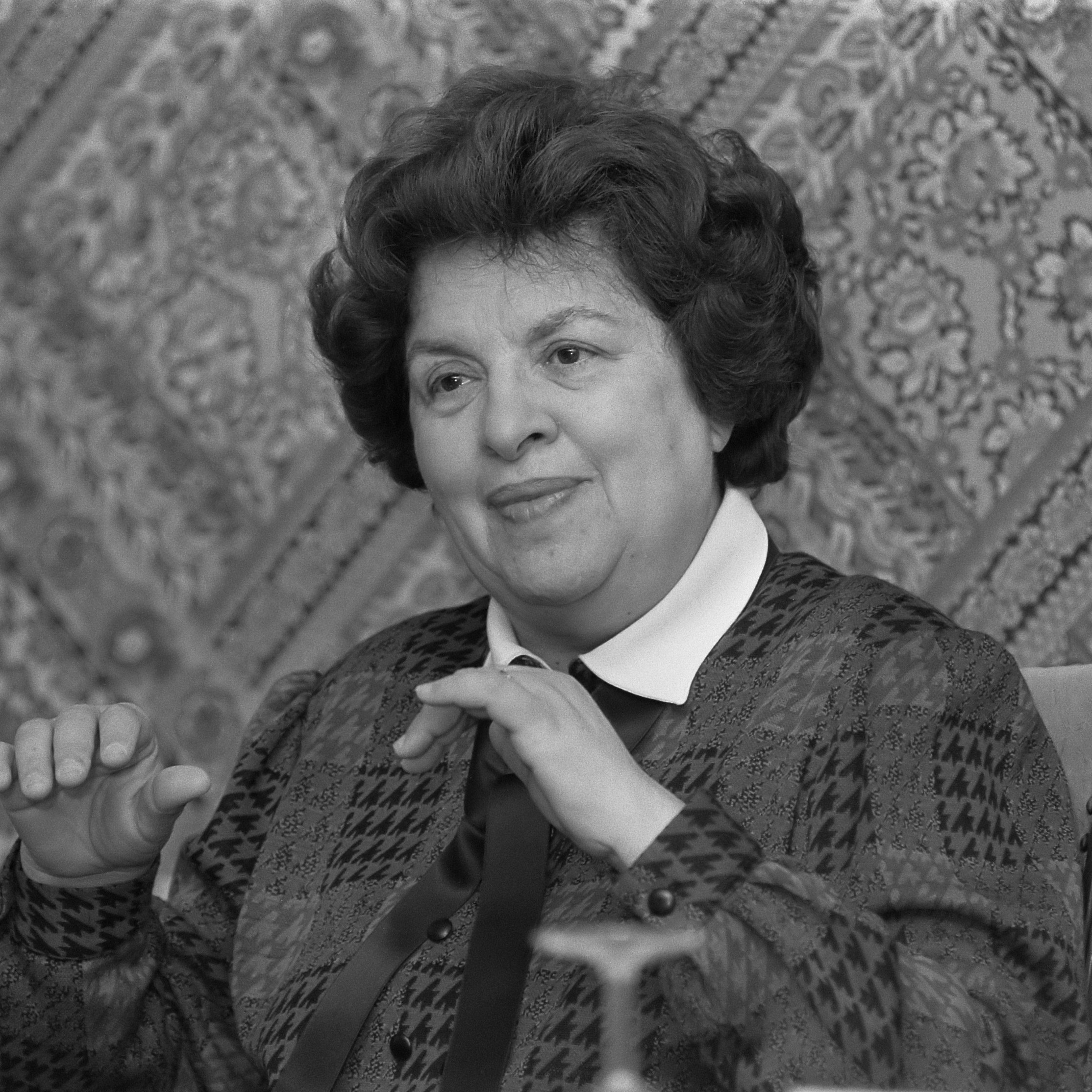
Maria de Lourdes Pintasilgo (1986)

Maria de Lourdes Ruivo da Silva Matos Pintasilgo Ausspracheⓘ (* 18. Januar 1930 in Abrantes; † 10. Juli 2004 in Lissabon)  war eine portugiesische Politikerin und von 1979 bis 1980 die erste und bisher einzige Premierministerin Portugals.

## Leben
Maria de Lourdes Pintasilgo absolvierte die Technische Universität Lissabon als Industrie-Chemie-Ingenieurin. Bereits während ihrer Studienzeit war sie in katholischen Studentenorganisationen tätig. Als linksstehende Katholikin stand sie der Sozialistischen Partei Portugals nahe, trat der Partei jedoch auch nachdem diese nach der Nelkenrevolution 1974 in Portugal wieder legalisiert war, zunächst nicht bei.
Nach der Nelkenrevolution trat sie als Sozialministerin in die Regierung von Vasco Gonçalves ein und vertrat danach ihr Land als Ständige Vertreterin Portugals bei der UNESCO.
Als nach Beendigung der Nelkenrevolution Portugal zu einem verfassungsgemäßen Regierungssystem zurückkehrte, wurde zunächst Mário Soares Ministerpräsident, da dessen Sozialistische Partei bei den ersten freien Parlamentswahlen nach der Revolution zu stärksten Fraktion wurde. Allerdings hatten die Sozialisten keine eigene Mehrheit im Parlament, eine Minderheitsregierung von Soares scheiterte, ebenso eine von Soares angeführte Koalition der Sozialisten mit der CDS. Staatspräsident Eanes ernannte daraufhin ab dem 28. August 1978 parteipolitisch unabhängige Regierungen, die mangels Unterstützung im Parlament jedoch ebenfalls nach kurzer Zeit scheiterten. Als die zweite unabhängige Regierung unter Carlos Mota Pinto zurücktreten musste, ernannte Eanes de Lourdes Pintasilgo am 1. August 1979 schließlich zur neuen Regierungschefin. Die Regierung de Lourdes Pintasilgo war von Anfang an als Übergangsregierung konzipiert, da sich die Parteien bei ihrem Amtsantritt bereits auf die Abhaltung von vorgezogenen Neuwahlen geeinigt hatten. Diese Wahlen wurden am 2. Dezember 1979 durchgeführt und von einem von den konservativen Sozialdemokraten angeführten Parteienbündnis gewonnen. Am 3. Januar 1980 übergab de Lourdes Pintasilgo das Amt des Ministerpräsidenten an den Wahlsieger, den Sozialdemokraten Francisco Sá Carneiro.
Bei den Präsidentschaftswahlen von 1986 (bei denen Mário Soares zum Präsidenten gewählt wurde) trat sie als unabhängige Kandidatin an, erreichte jedoch mit 7 % der Stimmen lediglich den vierten Platz. Danach trat sie in die Sozialistische Partei ein, für die sie von 1987 bis 1989 im Europäischen Parlament saß.